# Henry Medarious
Henry Medarious (sinh ngày 20 tháng 9 năm 1998) là một cầu thủ bóng đá người Ghana thi đấu cho Vitória Guimarães B, ở vị trí tiền đạo.

## Sự nghiệp bóng đá
Vào ngày 12 tháng 9 năm 2015, Medarious có màn ra mắt cho Sporting Covilhã trong trận đấu tại Giải bóng đá hạng nhất quốc gia Bồ Đào Nha 2015–16 trước Farense.